# CVV2
CVV2 (англ. card verification value 2) — трёхзначный код проверки подлинности карты платёжной системы Visa. Другие платёжные системы имеют схожие технологии, к примеру, аналогичный защитный код для карт MasterCard носит название card validation code 2 (CVC2), защитный код для платежной системы «МИР» получил название card verification parameter 2 (CVP2). Как правило, наносится на полосе для подписи держателя после номера карты либо после последних 4 цифр номера карты способом индент-печати. Используется в качестве защитного элемента при проведении транзакции в среде CNP (card not present). Например — e-commerce (интернет), MO/TO (mail order/telephone order).
Номер CVC2 не следует путать c пин-кодом и со стандартным номером карты, наносимым эмбоссированием или индент-печатью.
Цифра 2 в названии кода вызвана тем, что есть и «первый» защитный код, используемый для верификации в транзакциях с физическим использованием карты. CVV/CVC-код записывается на магнитную полосу.
Даже в случае, если CVV2-код на карте не указывается (карты Visa Electron с «маскированным» номером, нанесённым на карточку не полностью, к примеру только последние 4 цифры), он всё равно создаётся при выпуске карты.
Наличие CVV2-кода на карте не является ни необходимым, ни достаточным условием для совершения платежей в Интернете. Запрос CVV2 с одной стороны — это право, а не обязанность продавца. С другой стороны, этот вид транзакций может быть запрещен для конкретного вида карт банком-эмитентом (поэтому не является достаточным).

## Ограничения CVV2
- Проверка кода CVV2 не является обязательной при проведении CNP- (card not present) транзакций[3].
- Механизм CVV2 не может защитить от фишинга, когда введённый в заблуждение владелец карты, среди прочих её параметров, передаёт мошенникам код CVV2.
- Поскольку код CVV2 не может храниться продавцом в течение даже короткого времени (после того, как авторизация с использованием CVV2 завершена, — таковы требования стандарта PCI DSS), то продавцы, которые должны регулярно списывать деньги с карты за какую-либо услугу, не могут использовать CVV2 для последующих транзакций. К числу таких продавцов относятся многие популярные интернет-службы, такие как iTunes Store, PayPal, PlayStation Network, Steam[источник не указан 715 дней].
- Если банк-эмитент требует CVV2 для авторизации всех интернет-транзакций, то он тем самым не позволяет использовать свои карты для оплаты указанных служб. Такого недостатка, как правило, лишены виртуальные карты. Риск, связанный с необязательностью проверки CVV2, компенсируется в этом случае возможностью ограничить доступный лимит виртуальной карты небольшой суммой.

## Дальнейшее развитие
Для того, чтобы подтвердить аутентичность предъявителя данных карты в сети, в настоящее время рассматриваются другие возможности, прежде всего связанные с получением одноразового кода или запроса другим способом, заранее согласованным законным держателем карты и банком. Например, использование разового пароля, полученного в банкомате или посредством SMS, подтверждение транзакции в системе интернет-банкинга банка-эмитента карты или на отдельном защищённом сайте. Данный комплекс мер носит название (в зависимости от платёжной системы) 3-D Secure: MasterCard Security Code, Verified by Visa, American Express SafeKey.
Также существуют карты с динамическим CVV2-кодом (Dynamic CVV2), на которых код периодически (период задается эмитентом) изменяется. В таком случае код может либо отображаться на специальном дисплее, встроенном в карту, либо в мобильном приложении банка.

## Другие аналогичные термины
Прочие аналогичные термины: card security code (CSC), card verification data (CVD), card verification value code (CVVC), card code verification (CCV).